# Mirco Müller (Autor)
Mirco Müller (* 1972 in Kassel) ist ein deutscher Sachbuchautor und CRM-Experte.

## Leben
Müller begann seine Karriere als Softwareentwickler, wechselte dann zu einer deutschen Tochter der BT Group, bevor er 2003 als Geschäftsführender Gesellschafter bei einer Unternehmensberatung tätig war. Seit 2006 ist er als Geschäftsführer und Mitinhaber bei einem in Kassel ansässigen Dienstleister tätig. Im Jahr 2022 wurde er zusätzlich Geschäftsführer einer deutschen Digitalagenturgruppe.
Er hat mehrere Bücher über CRM-, digitales Marketing, Vertriebsautomatisierung und digitalen Kundenservice geschrieben. Müller veröffentlichte zudem zahlreiche Fachpublikationen.

## Auswahl Bücher
- mit Jan Müller: SugarCRM. Das umfassende Handbuch. Galileo Computing, Bonn 2009, ISBN 978-3-8362-1309-7.
- SugarCRM – Professionelle Jagd nach Kunden. ISBN 978-3-00-032550-2.
- SugarCRM – Professionelles Kundenmanagement im Sugar Universum (2019). ISBN 978-3000625374.
- Marketing Automation goes Sales Automation (2021). ISBN 978-3-00-070248-8.
- Moderner Digitaler Kundenservice mit der Zendesk Suite. Das Erfolgsrezept für eine erfolgreiche Customer Experience (2022), ISBN 978-3-00-071211-1.
- Digitaler Kundenservice mit Zendesk: Datengetrieben, technologisch unterstützt, KI-getrieben und automatisiert: Kundenservice im Jahr 2024/2025 (2024), ISBN 979-8-34-573381-3.
- Mirco Müller: Inbound Marketing & Inbound Sales mit HubSpot. Kundengewinnung und -pflege mit perfekter Customer Journey. 1. Auflage. Kassel, Deutschland 2022, ISBN 978-3-00-073265-2.

- Mirco Müller: Digitaler Vertrieb 2024 mit SugarCRM. Datengetrieben, technologisch unterstützt und automatisiert im Jahr 2024. 1. Auflage. Kassel, Deutschland 2024, ISBN 979-83-2848778-8.